# Draba monoensis
Draba monoensis là một loài thực vật có hoa trong họ Cải. Loài này được Rollins & R.A.Price mô tả khoa học đầu tiên năm 1988.